# Platja de la República
La platja de la República és una platja urbana del municipi de Vilanova i la Geltrú (Garraf), situada davant del turó de Sant Gervasi. Limita a llevant amb la platja d'Adarró i a ponent amb la platja de Sant Gervasi. Té una longitud de 100 metres i una amplada mitjana de 50 metres, formada per sorra fina i un pendent d'entrada a l'aigua suau. Comparteix serveis amb la platja d'Adarró.
En aquesta platja els vilanovins celebren el primer bany de l'any, l'1 de gener.